# Турция на «Евровидении-1995»
Турция участвовала в сороковом выпуске телевизионного конкурса Евровидение-1995, который состоялся 13 мая в театре "Пойнт" в Дублине, Ирландия. Страна вернулась после годового перерыва, связанного с низким результатом заявки 1993 года Esmer Yarim Бурака Айдоса и понижением до статуса "пассивного участника" по введённой в том же году системе квалификации. Турцию представляла певица Арзу Эдже с песней Sev ("Любовь"), написанной Мелихом Кибаром и Зейнепом Талу. Эдже ранее уже участвовала на Евровидение-1989 в составе квартета Pan. По итогам голосования Турция заняла 16-е место из 23, набрав 21 балл. Тем не менее, Sev стала предшественницей турецкой заявки на Евровидение-1996 Beşinci Mevsim певицы Шебнем Пакер. Конкурс был показан TRT на канале TRT 1 с комментариями Бюлента Озверена. Глашатаем от Турции был Омер Ондер.

## До «Евровидения»

### 18. Eurovision Şarkı Yarışması Türkiye Finali
Начиная с 1975 года турецкая телекомпания TRT отвечает за организацию заявки на Евровидение и дальнейшую трансляцию конкурса. Традиционно, TRT организовывала национальный финал под названием Eurovision Şarkı Yarışması Türkiye Finali. 18. Eurovision Şarkı Yarışması Türkiye Finali состоялся 18 марта 1995 года в телестудии TRT в Анкаре. Ведущими были Бюлент Озверен и Йесмин Эртугрул. Десять песен было представлено во время отбора, а победитель определялся голосами экспертной группы. Никаких баллов или очков не объявлялось, а присуждались только места. 
| Порядковый номер | Исполнитель                    | Название песни         | Композитор     | Автор текста   | Место |
| ---------------- | ------------------------------ | ---------------------- | -------------- | -------------- | ----- |
| 1                | Фатих Эркоч                    | Duygular               | Фатих Эркоч    | Фатих Эркоч    | 9     |
| 2                | Элиф Эрсой                     | Bana Şans Dile         | Гаро Мафьян    | Зейнеп Талу    | 6     |
| 3                | Grup Met                       | Duysun Şarkılar        | Селми Андак    | Незих Топузлу  | 3     |
| 4                | Арзу Эдже и Фатих Эркоч        | Sevda                  | Угур Башар     | Айсел Гюрел    | 4     |
| 5                | Дилер Тюркмен                  | Aşkımla Oynama         | Метин Озюлкю   | Эда Озюлкю     | 8     |
| 6                | Арзу Эдже                      | Sev                    | Мелих Кибар    | Зейнеп Талу    | 1     |
| 7                | Тойгархан Атунер               | Çöl Güneşi             | Эркан Саатчи   | Айкут Гюрел    | 5     |
| 8                | Серпил Барлас и Orient Ekspres | 2001                   | Угур Дикмен    | Селма Чухакы   | 2     |
| 9                | Берна Кесер                    | Rüzgarlar Vedaya Karşı | Мустафа Сандал | Мустафа Сандал | 10    |
| 10               | Суави                          | Önce Sen Vardın        | Мюфит Байраша  | Суави Сайган   | 7     |

## На «Евровидении»
В 1993 году в связи с распадом СССР, СФРЮ и ликвидацией Организации Варшавского договора Европейский вещательный союз ввёл правило о квалификации для стран-участниц конкурса. Согласно нему страны, занявшие первые восемнадцать мест, проходят квалификацию на участие в следующем выпуске Евровидения. Поскольку Турция не участвовала в предыдущем выпуске, но транслировала его, то она была допущена к участию. В Дублине Арзу Эдже выступала под номером 10, между Испанией и Хорватией. По итогам голосования она заняла 16-е место из 23, набрав 21 балл. Несмотря на внесение изменений в правило о квалификации, Турция смогла принять участие в 1996 году. 12 очков турецкое жюри присудило стране-победительнице, Норвегии и 0 очков России. Россия не присудила Турции ни одного очка.

### Голосование
| Очки      | Страна                     |
| --------- | -------------------------- |
| 12 баллов |                            |
| 10 баллов |                            |
| 8 баллов  |                            |
| 7 баллов  | - Мальта                   |
| 6 баллов  |                            |
| 5 баллов  | - Хорватия                 |
| 4 балла   |                            |
| 3 балла   | - Словения                 |
| 2 балла   | - Великобритания - Испания |
| 1 балл    | - Бельгия - Израиль        |

| Очки      | Страна               |
| --------- | -------------------- |
| 12 баллов | Норвегия             |
| 10 баллов | Мальта               |
| 8 баллов  | Испания              |
| 7 баллов  | Хорватия             |
| 6 баллов  | Дания                |
| 5 баллов  | Ирландия             |
| 4 балла   | Австрия              |
| 3 балла   | Босния и Герцеговина |
| 2 балла   | Франция              |
| 1 балл    | Швеция               |